# 사미 알라구이
사미 알라구이(Sami Allagui, 1986년 5월 28일 뒤셀도르프 ~ )는 독일 출신의 튀니지의 전 축구 선수로, 현역 시절 포지션은 스트라이커였다.

## 국가대표 경력
2008년 11월 10일, 그는 튀니지 축구 국가대표팀에 차출되어 45분간 데뷔전을 치렀다. 2009년 5월, 수단과의 경기에서, 알라구이는 국가대표 첫골을 기록하였다. 그는 또다시 2011년 3월 29일에 오만전에서 득점하였다. 2011년 8월 10일, 알라구이는 말리를 상대로 두골을 득점하였다.